# Tour de Pologne 2007

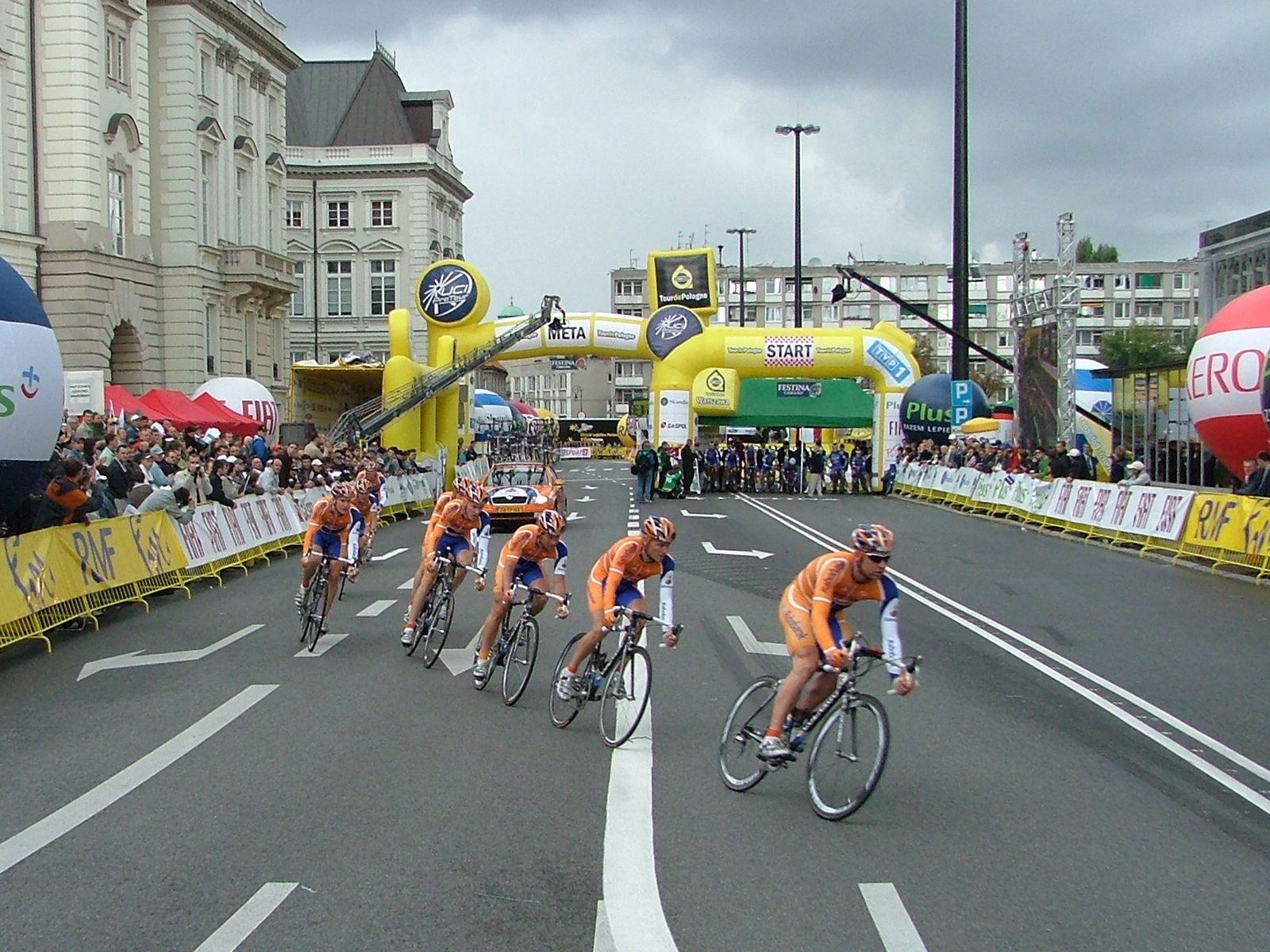
Rabobank na pierwszym etapie

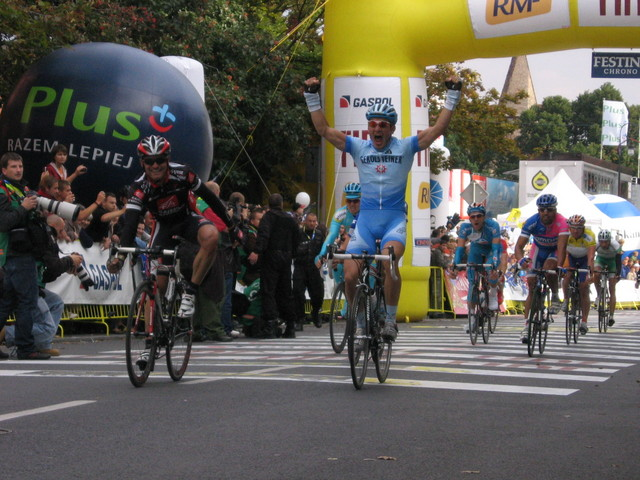
Finisz w Gdańsku

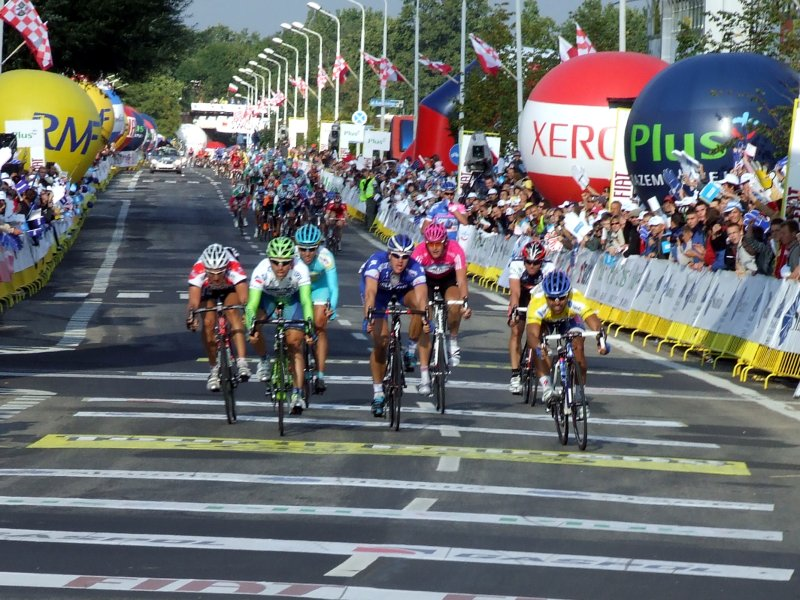
Finisz w Świdnicy

64. edycja wyścigu kolarskiego Tour de Pologne odbyła się w dniach 9–15 września 2007 roku. W imprezie wystartowały 23 ekipy kolarskie (20 z i 3 z dzikimi kartami). Łączna długość trasy to 1237,1 km.
Start wyścigu zaplanowano jak przed rokiem w Warszawie. Jednak tym razem był to krótki, 3-kilometrowy odcinek jazdy drużynowej na czas. Meta została usytuowana, podobnie jak w latach poprzednich, w Karpaczu, pod skocznią narciarską Orlinek (po raz dziewiąty z rzędu).

## Etapy
| Etap     | Data        | Start – meta               | Długość (km) | Typ         | Zwycięzca etapu    | Lider              | Wikinews                            |
| I etap   | 9 września  | Warszawa                   | 3            | płaski      | Lampre-Fondital    | Roberto Longo      | zapowiedź \| wyniki \| fotoreportaż |
| II etap  | 10 września | Płońsk – Olsztyn           | 203,6        | płaski      | Graeme Brown       | Graeme Brown       | zapowiedź \| wyniki \| fotoreportaż |
| III etap | 11 września | Ostróda – Gdańsk           | 192,3        | płaski      | David Kopp         | Wouter Weylandt    | zapowiedź \| wyniki \| fotoreportaż |
| IV etap  | 12 września | Chojnice – Poznań          | 242,3        | płaski      | Danilo Napolitano  | Danilo Napolitano  | zapowiedź \| wyniki \| fotoreportaż |
| V etap   | 13 września | Września – Świdnica        | 264,5        | płaski      | Murilo Fischer     | Danilo Napolitano  | zapowiedź \| wyniki \| fotoreportaż |
| VI etap  | 14 września | Dzierżoniów – Jelenia Góra | 183,7        | pagórkowaty | Filippo Pozzato    | Murilo Fischer     | zapowiedź \| wyniki                 |
| VII etap | 15 września | Jelenia Góra – Karpacz     | 147,7        | górski      | Johan Van Summeren | Johan Van Summeren | wyniki                              |

## Posiadacze koszulek po poszczególnych etapach
| Etapy                           | Lidera            | Górska                 | Aktywnych     | Punktowa          | Drużynowa       | Najlepszy Polak  |
| ------------------------------- | ----------------- | ---------------------- | ------------- | ----------------- | --------------- | ---------------- |
| Etap 1 (Lampre-Fondital)        | Roberto Longo     | Thomas Ziegler         | Said Haddou   | René Haselbacher  | Lampre-Fondital | Michał Gołaś     |
| Etap 2 (Graeme Brown)           | Graeme Brown      | Thomas Ziegler         | Łukasz Bodnar | Graeme Brown      | Gerolsteiner    | Błażej Janiaczyk |
| Etap 3 (David Kopp)             | Wouter Weylandt   | Nicolas Rousseau       | Łukasz Bodnar | David Kopp        | Gerolsteiner    | Błażej Janiaczyk |
| Etap 4 (Danilo Napolitano)      | Danilo Napolitano | Murilo Antonio Fischer | Łukasz Bodnar | Jose Rojas Gil    | Gerolsteiner    | Błażej Janiaczyk |
| Etap 5 (Murilo Antonio Fischer) | Danilo Napolitano | Murilo Antonio Fischer | Łukasz Bodnar | Danilo Napolitano | Lampre-Fondital | Błażej Janiaczyk |
| Etap 6 (Filippo Pozzato)        | Filippo Pozzato   | Yoann Le Boulanger     | Łukasz Bodnar | Jose Rojas Gil    | Gerolsteiner    | Błażej Janiaczyk |
| Etap 7 (Johan Vansummeren)      | Johan Vansummeren | Yoann Le Boulanger     | Łukasz Bodnar | Jose Rojas Gil    | Lampre-Fondital | Bartosz Huzarski |

## Wyniki

### Etapy

#### Etap 1–9 września 2007:Warszawa, 3 km (TTT)
|   | Zespół                  | Kraj       | Czas     |
| - | ----------------------- | ---------- | -------- |
| 1 | Lampre-Fondital         | Włochy     | 3' 36" 0 |
| 2 | T-Mobile Team           | Niemcy     | + 2" 7   |
| 3 | Astana Team             | Kazachstan | + 8" 0   |
| 4 | Bouygues Télécom        | Francja    | + 10" 3  |
| 5 | Unibet.com Cycling Team | Szwecja    | + 10" 7  |

|   | Kolarz            | Kraj   | Zespół | Czas   |
| - | ----------------- | ------ | ------ | ------ |
| 1 | Roberto Longo     | Włochy | LAM    | 3' 36" |
| 2 | Fabio Baldato     | Włochy | LAM    | s.t.   |
| 3 | Daniele Righi     | Włochy | LAM    | s.t.   |
| 4 | Alessandro Ballan | Włochy | LAM    | s.t.   |
| 5 | Danilo Napolitano | Włochy | LAM    | s.t.   |

#### Etap 2–10 września 2007:Płońsk>Olsztyn, 202,4 km
|   | Kolarz                 | Kraj      | Zespół | Czas       |
| - | ---------------------- | --------- | ------ | ---------- |
| 1 | Graeme Brown           | Australia | RAB    | 4h 50' 46" |
| 2 | Wouter Weylandt        | Belgia    | QSI    | s.t.       |
| 3 | Saïd Haddou            | Francja   | BTL    | s.t.       |
| 4 | David Kopp             | Niemcy    | GST    | s.t.       |
| 5 | Jose Joaquin Rojas Gil | Hiszpania | GCE    | s.t.       |

|   | Kolarz            | Kraj      | Zespół | Czas       |
| - | ----------------- | --------- | ------ | ---------- |
| 1 | Graeme Brown      | Australia | RAB    | 4h 50' 36" |
| 2 | Wouter Weylandt   | Belgia    | QSI    | + 3"       |
| 3 | Saïd Haddou       | Francja   | BTL    | + 6"       |
| 4 | Danilo Napolitano | Włochy    | LAM    | s.t.       |
| 5 | Fabian Wegmann    | Niemcy    | GST    | + 8"       |

#### Etap 3–11 września 2007:Ostróda>Gdańsk, 192,2 km
|   | Kolarz                 | Kraj       | Zespół | Czas       |
| - | ---------------------- | ---------- | ------ | ---------- |
| 1 | David Kopp             | Niemcy     | GST    | 4h 45' 22" |
| 2 | Jose Joaquin Rojas Gil | Hiszpania  | GCE    | s.t.       |
| 3 | Wouter Weylandt        | Belgia     | QST    | s.t.       |
| 4 | Danilo Napolitano      | Włochy     | LAM    | s.t.       |
| 5 | Maksim Iglinski        | Kazachstan | AST    | s.t.       |

|   | Kolarz                 | Kraj      | Zespół | Czas       |
| - | ---------------------- | --------- | ------ | ---------- |
| 1 | Wouter Weylandt        | Belgia    | QST    | 9h 35' 57" |
| 2 | David Kopp             | Niemcy    | GST    | + 1"       |
| 3 | Graeme Brown           | Australia | RAB    | s.t.       |
| 4 | Nicolas Rousseau       | Francja   | A2R    | + 4"       |
| 5 | Jose Joaquin Rojas Gil | Hiszpania | GCE    | + 5"       |

#### Etap 4–12 września 2007:Chojnice>Poznań, 242,3 km
|   | Kolarz                 | Kraj      | Zespół | Czas       |
| - | ---------------------- | --------- | ------ | ---------- |
| 1 | Danilo Napolitano      | Włochy    | LAM    | 5h 47' 03" |
| 2 | Tomas Vaitkus          | Litwa     | DSC    | s.t.       |
| 3 | Robert Förster         | Niemcy    | GST    | s.t.       |
| 4 | Mirco Lorenzetto       | Włochy    | MRM    | s.t.       |
| 5 | Jose Joaquin Rojas Gil | Hiszpania | GCE    | s.t.       |

|   | Kolarz                 | Kraj      | Zespół | Czas        |
| - | ---------------------- | --------- | ------ | ----------- |
| 1 | Danilo Napolitano      | Włochy    | LAM    | 15h 22' 57" |
| 2 | Wouter Weylandt        | Belgia    | QSI    | + 2"        |
| 3 | Graeme Brown           | Australia | RAB    | + 4"        |
| 4 | David Kopp             | Niemcy    | GST    | s.t.        |
| 5 | Murilo Antonio Fischer | Brazylia  | LIQ    | + 5"        |

#### Etap 5–13 września 2007:Września>Świdnica, 255,7 km
|   | Kolarz                 | Kraj     | Zespół | Czas       |
| - | ---------------------- | -------- | ------ | ---------- |
| 1 | Murilo Antonio Fischer | Brazylia | LIQ    | 6h 44' 24" |
| 2 | Danilo Napolitano      | Włochy   | LAM    | s.t.       |
| 3 | Wouter Weylandt        | Belgia   | QST    | s.t.       |
| 4 | Mychajło Chaliłow      | Ukraina  | FLM    | s.t.       |
| 5 | Koen de Kort           | Holandia | AST    | s.t.       |

|   | Kolarz                 | Kraj      | Zespół | Czas        |
| - | ---------------------- | --------- | ------ | ----------- |
| 1 | Danilo Napolitano      | Włochy    | LAM    | 22h 07' 15" |
| 2 | Murilo Antonio Fischer | Brazylia  | LIQ    | + 1"        |
| 3 | Wouter Weylandt        | Belgia    | QST    | + 4"        |
| 4 | Jose Joaquin Rojas Gil | Hiszpania | GCE    | + 14"       |
| 5 | David Kopp             | Niemcy    | GST    | + 16"       |

#### Etap 6–14 września 2007:Dzierżoniów>Jelenia Góra, 181,2 km
|   | Kolarz                 | Kraj      | Zespół | Czas       |
| - | ---------------------- | --------- | ------ | ---------- |
| 1 | Filippo Pozzato        | Włochy    | LIQ    | 4h 47' 48" |
| 2 | Jose Joaquin Rojas Gil | Hiszpania | GCE    | s.t.       |
| 3 | Marcus Burghardt       | Niemcy    | TMO    | s.t.       |
| 4 | David Kopp             | Niemcy    | GST    | s.t.       |
| 5 | Mychajło Chaliłow      | Ukraina   | FLM    | s.t.       |

|   | Kolarz                 | Kraj      | Zespół | Czas        |
| - | ---------------------- | --------- | ------ | ----------- |
| 1 | Murilo Antonio Fischer | Brazylia  | LIQ    | 26h 55' 04" |
| 2 | Jose Joaquin Rojas Gil | Hiszpania | GCE    | + 7"        |
| 3 | David Kopp             | Niemcy    | GST    | + 9"        |
| 4 | Filippo Pozzato        | Włochy    | LIQ    | + 9"        |
| 5 | Fabian Wegmann         | Niemcy    | GST    | + 15"       |

#### Etap 7–15 września 2007:Jelenia Góra>Karpacz, 147,7 km
|   | Kolarz             | Kraj       | Zespół | Czas       |
| - | ------------------ | ---------- | ------ | ---------- |
| 1 | Johan Van Summeren | Belgia     | PRL    | 3h 56' 58" |
| 2 | Robert Gesink      | Holandia   | RAB    | + 23"      |
| 3 | Kim Kirchen        | Luksemburg | TMO    | + 32"      |
| 4 | Danilo Di Luca     | Włochy     | LIQ    | + 34"      |
| 5 | Alessandro Ballan  | Włochy     | LAM    | s.t.       |

|   | Kolarz             | Kraj       | Zespół | Czas        |
| - | ------------------ | ---------- | ------ | ----------- |
| 1 | Johan Van Summeren | Belgia     | PRL    | 30h 52' 11" |
| 2 | Robert Gesink      | Holandia   | RAB    | + 27"       |
| 3 | Kim Kirchen        | Luksemburg | TMO    | + 38"       |
| 4 | Fabian Wegmann     | Niemcy     | GST    | + 39"       |
| 5 | Alessandro Ballan  | Włochy     | LAM    | + 44"       |

## Generalna klasyfikacja
|    | Kolarz                 | Kraj       | Zespół | Czas        | UCI Punkty |
| -- | ---------------------- | ---------- | ------ | ----------- | ---------- |
| 1  | Johan Van Summeren     | Belgia     | PRL    | 30h 52' 11" | 50         |
| 2  | Robert Gesink          | Holandia   | RAB    | + 27"       | 40         |
| 3  | Kim Kirchen            | Luksemburg | TMO    | + 38"       | 35         |
| 4  | Fabian Wegmann         | Niemcy     | GST    | + 39"       | 30         |
| 5  | Alessandro Ballan      | Włochy     | LAM    | + 44"       | 25         |
| 6  | Pablo Lastras Garcia   | Hiszpania  | GCE    | s.t.        | 20         |
| 7  | Frank Schleck          | Luksemburg | CSC    | s.t.        | 15         |
| 8  | Danilo Di Luca         | Włochy     | LIQ    | s.t.        | 10         |
| 9  | Jose Joaquin Rojas Gil | Hiszpania  | GCE    | + 47"       | 5          |
| 10 | Thomas Voeckler        | Francja    | BTL    | + 52"       | 2          |

## Najlepsze czasy zespołu
|   | Zespół           | Kraj      | Czas        |
| - | ---------------- | --------- | ----------- |
| 1 | Team CSC         | Dania     | 92h 39' 12" |
| 2 | Caisse d’Epargne | Hiszpania | + 23"       |
| 3 | Rabobank         | Holandia  | + 1' 28"    |

## Najlepszy z Polaków
|    | Kolarz           | Kraj   | Zespół | Czas        |
| -- | ---------------- | ------ | ------ | ----------- |
| 29 | Bartosz Huzarski | Polska | IAC    | 30h 55' 09" |